# Hroza (obwód charkowski)
Hroza (ukr. Гроза) – wieś na Ukrainie, w obwodzie charkowskim, w rejonie kupiańskim. W 2001 liczyła 501 mieszkańców, spośród których 467 posługiwało się językiem ukraińskim, 22 rosyjskim, 4 białoruskim, a 8 innym.